# EMM386.EXE
EMM386.EXE (auch EMM386.SYS) ist eine Systemdatei, die ab 1987 in DOS-Versionen ab 3.0 und in DOS basierenden Windows-Versionen ab Version 2.0 zur Speicherverwaltung eingesetzt wurde. Sie dient der Verwaltung des erweiterten Speichers (englisch Expanded Memory Management) auf Rechnern mit Intel-i386-CPUs und deren Nachfolgern. In diesem Zusammenhang wird auch von LIM-EMS (Lotus-Intel-Microsoft) Speicher oder eingedeutscht von „Expansionsspeicher“ gesprochen.
Die EMM386.EXE bzw. EMM386.SYS kann durch Einstellungen in der CONFIG.SYS konfiguriert und angepasst werden. Zusätzlich kann EMM386.EXE von der Kommandozeile aus aufgerufen werden und so aktuelle Einstellungen anzeigen oder in stark eingeschränktem Umfang Konfigurationsänderungen vornehmen. Je nach Hersteller setzen einige EMM386-Versionen einen geladenen HIMEM.SYS-Treiber voraus.
Vermutlich kam die erste Version ab 1987 als Compaq CEMM.EXE mit Compaq DOS 3.31, einer OEM-Variante von MS-DOS, erstmals in Verbreitung.  Ab etwa 1988 etablierte sich der Name EMM386.SYS für die Expanded-Memory-Manager von MS-DOS- und DR-DOS-Versionen, die zur Bereitstellung der Expanded-Memory-Seiten eine CPU ab Intel i386 benötigten. Ab 1991, mit der Verbreitung von MS-DOS 5.x, wurde eine deutlich verbesserte Version EMM386.EXE eingeführt.

## Funktionsweise

### Emulation vonExpanded Memory
Der Treiber EMM386.EXE stellt DOS-Programmen, die nur Arbeitsspeicher aus dem unteren Bereich (unter 1 MiB) adressieren können, seitenweise zusätzlichen Speicher aus dem hohen Speicherbereich (oberhalb von 1 MiB) zur Verfügung. Hierzu benötigt er ein Speicherfenster (englisch page frame oder auch page window) im unteren Speicherbereich, bevorzugt im Bereich zwischen 640 KiB und 1 MiB (UMB). In dieses typischerweise 64 KiB große Fenster werden dann beliebige jeweils 16 KiB große Speicherseiten (englisch pages) aus dem hohen Speicher eingeblendet. Man kann allerdings auch UMBs mit weniger als 16 KiB verwenden (die Größe muss nur ein ganzzahliges Vielfaches von 16 Bytes sein). Zum Zugriff wählt das betreffende Programm zunächst die gewünschte Seite an, der EMM386 blendet diese Seite ein und lässt das Programm mit dieser Seite arbeiten. Durch Wechseln der Seite – die neue Seite wird an der gleichen Adresse eingeblendet – können alle Bereiche des hohen Speichers genutzt werden. Aus Sicht des Programmes wird in jedem Fall nur mit Speicheradressen aus dem unteren Speicher agiert.
EMM386 erreicht so aus Softwaresicht den gleichen Effekt wie die ursprünglichen, für spezielle EMS-Steckkarten ausgelegten Expansionsspeicher-Treiber. Während diese allerdings eigene, für die CPU an sich gar nicht adressierbare Speicherbereiche mittels einer speziellen Bank-Switching-Hardware einblendeten, verwendet EMM386 ausschließlich „Bordmittel“ der 386er und höheren Prozessoren. Als Nebeneffekt wird der Prozessor dabei allerdings aus dem unter DOS üblichen Real-Modus in den Virtual-8086-Modus geschaltet, womit einige sehr hardwarenah arbeitende Programme und einige Programme, die spezielle Speicherverwaltungstricks verwenden, nicht kompatibel sind.
Der Intel 80186 und seine Vorgänger bieten die Einblendung von Speicher an anderen Adressen noch nicht an, hier kann daher prinzipbedingt EMS-Speicher nur über die speziellen EMS-Steckkarten, auch Memory Expander Karten genannt, realisiert werden.
Beim Intel 80286 ist es abhängig vom Chipsatz des Mainboards. So gibt es bspw. erweiterte Chipsätze wie den NEAT-Chipsatz, mit dem es auf dem i80286 möglich ist, ohne EMS-Karte bis zu 8 MiB EMS-Speicher auf diesem Prozessor zu verwenden. Wie bei EMS-Karten auch, ist hierfür ein extra für den Chipsatz geschriebener Treiber notwendig. Der den verschiedenen DOS-Versionen beiliegende EMM386-Treiber eignet sich dafür nicht. Zwar gibt es einen allgemeinen EMM286 für PC/AT-kompatible 286-Rechner, wegen der auf 80286-Rechnern fehlenden Fähigkeit zur Nutzung der UMA als Arbeitsspeicher musst das EMS-Speicherfenster damit jedoch im konventionellen Speicher vorgehalten werden und der Zugriff auf EMS-Speicher ist – im Vergleich mit EMS-Speicherkarten und der EMS-Emulation auf einem i386 mit EMM386 – sehr langsam, weil der Moduswechsel zwischen Real Mode und Protected Mode auf dem 80286, der undokumentiert und daher nur durch einen Hack möglich ist, ebenfalls sehr langsam vonstattengeht.

### Upper Memory Blocks
Neuere Versionen vom EMM386 bieten zusätzlich oder anstelle der EMS-Verwaltung eine weitere, konzeptionell unabhängige Funktion an: Treiber und andere residente Programme können in Upper Memory Blocks (UMBs) geladen werden. Dazu werden die Befehle DEVICEHIGH und LOADHIGH (kurz LH) verwendet. Hierdurch konnte weiterer Speicher für DOS-Anwendungsprogramme (unter der 640-KiB-Grenze) freigehalten werden.

## Ablöse
Moderne Betriebssysteme schalten die CPU gleich nach dem Booten des Kernels in den Protected Mode, womit der gesamte physische Hauptspeicher zur Verfügung steht und derartige Umwege über EMS und Zusatztreiber, wie er bei DOS und dem Real Mode noch nötig war, nicht mehr notwendig sind.
Eine ähnliche Technik wird bei Windows auf 32-Bit-Systemen angeboten: Man nennt sie AWE (Address Windowing Extension). Eine passende Hardware mit PAE Unterstützung vorausgesetzt, stellt diese Technik Speicher, der jenseits der durch die 32-Bit-Adressierung bedingten 4-GB-Grenze liegt, ebenfalls in Fenstertechnik, zur Verfügung. AWE wurde von einigen speicherintensiven Programmen, wie dem Microsoft SQL Server, verwendet. Durch die Verbreitung von 64-Bit-Betriebssystemen wird auch diese Fenstertechnik bald bedeutungslos werden.